# Soldiers Inc: Mobile Warfare
Soldiers Inc: Mobile Warfare è un gioco strategico in tempo reale online a giocatori multipli di massa per dispositivi iOS e Android, sviluppato da Plarium. Il suo lancio sperimentale è stato fatto in Canada, Australia, e Nuova Zelanda in data 11 ottobre 2016, per poi essere lanciato al grande pubblico il 30 novembre 2016. Il gioco è ambientato nello stesso universo di Soldiers Inc..

## Trama e modalità di gioco
Soldiers Inc: Mobile Warfare è ambientato nell'immaginario stato in bancarotta di Selva de Fuego (Giungla di Fuoco in Spagnolo) nell’anno 2037, quindici anni dopo il termine del conflitto Zandiano rappresentato su Soldiers Inc.. Il mondo è una visione semi-distopica della guerra futura, in cui le forze armate degli stati nazionali sono stati sostituiti da eserciti mercenari. Soldiers Inc: Mobile Warfare non viene considerato un sequel del titolo originario, che è ancora attivo.
I giocatori devono battersi per riuscire ad espellere dal paese il nemico virtuale del gioco – la Fenice Srl - e riconquistare i mezzi di produzione del siero - un “farmaco miracoloso" di cui la Fenice detiene il monopolio.
il gioco mette in condizione i partecipanti di sviluppare una base ed un esercito per potersi così battere contro la Fenice, ed anche contro gli altri partecipanti umani al gioco.

## Accoglienza
| Sito         | Valutazione |
| ------------ | ----------- |
| Gamezebo     | [ 3 ]       |
| AppsZoom     | [ 4 ]       |
| Pocket Gamer | [ 5 ]       |

L’accoglienza al gioco è stata mista, con Anurag Ghosh di Playaholic che si è complimentato per “l’eccellente giocabilità,” e “la migliore grafica ed animazione", mentre Harry Slates di Pocketgamer ha lamentato la poca originalità del gioco e i lunghi tempi d'attesa e Jennifer Allen di Gamezebo ha segnalato che si tratta di "un gioco buono", ma che gli appassionati del genere avranno già giocato.